# Pałac Pugetów w Krakowie

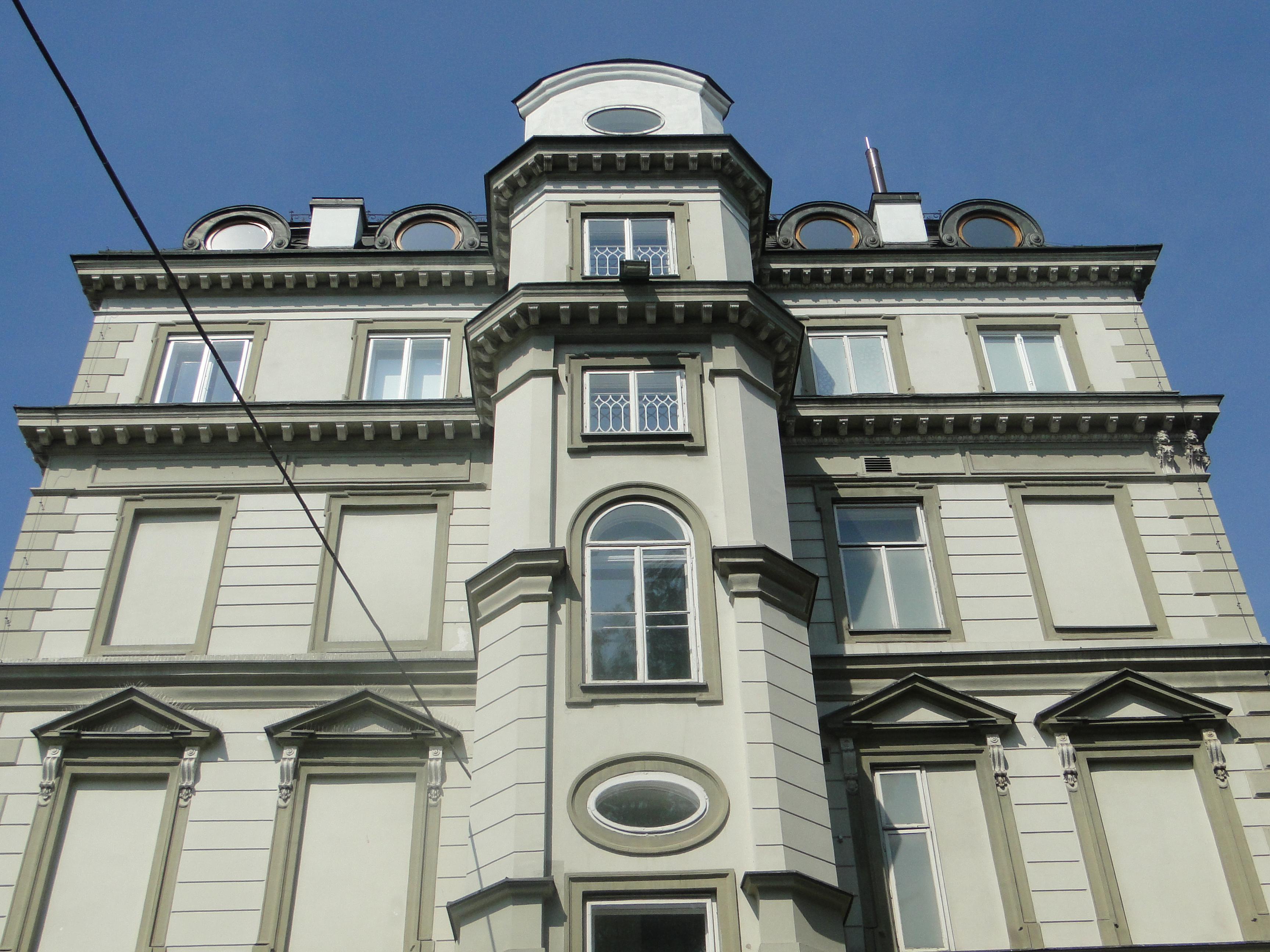
Boczna część pałacu

Pałac Pugetów – zabytkowy pałac znajdujący się w Krakowie, w dzielnicy I Stare Miasto przy ul. Starowiślnej 13–15, na Stradomiu.

## Historia
Został zbudowany w latach 1874–1875 na zlecenie Konstantego barona de Puget według projektu Józefa Kwiatkowskiego. Nawiązuje do renesansu francuskiego, stanowi jedyny w Krakowie w pełni zrealizowany pałac miejski. Budynek główny odsunięty od ulicy, poprzedzony dziedzińcem, po bokach dwie oficyny, z tyłu posesji ogród. 
Od 1892 roku własność rodziny Stablewskich. W 1901 roku na terenie pałacu zainstalowano wodociąg i kanalizację. W roku 1911 prawa oficyna, przy ulicy Starowiślnej 11, została odsprzedana klasztorowi Urszulanek.
W kolejnych latach pałac Pugetów był siedzibą:
- 1911–1918 – oddziału żandarmerii (wówczas na terenie ogrodu wybudowano nowe stajnie dla 44 koni i tylną, dwupiętrową oficynę służącą jako koszary dla 208 ludzi[2]),
- 1918–1936 – policji konnej i starostwa krakowskiego,
- 1936–1939 – sądu grodzkiego,
- 1939–1945 – niemieckiej policji kryminalnej,
- 1945–1960 – sądu grodzkiego, później powiatowego,
- 1960–1968 – prokuratury powiatowej i wojewódzkiej,
- 1968–1970 – urzędu zdrowia,
- 1971–1991 – różnych instytucji, m.in. Krakowskiego Towarzystwa Fotograficznego.

W latach 1911–1971 wykonano liczne adaptacje, a w roku 1978 w wyniku pożaru zniszczeniu uległa klatka schodowa. Po roku 1991 przeprowadzono remont generalny – zachowany został pierwotny układ z korytarzem na osi, klatką schodową, reprezentacyjnymi salami w środkowej części i prywatnymi po bokach.

## Współczesność
Obecnie pod nazwą Donimirski Pałac Pugetów Business Center – jest centrum biurowym wynajmowanym, wraz z oficyną, głównie przez międzynarodowy koncern ABB. Wraz z oficyną posiada 5000 m² powierzchni biurowej. Do kompleksu pałacowego należy też Hotel Pugetów. Ponadto komercyjny parking na 130 samochodów.